# Seymour (Iowa)
Seymour es una ciudad ubicada en el condado de Wayne en el estado estadounidense de Iowa. En el Censo de 2010 tenía una población de 701 habitantes y una densidad poblacional de 115,22 personas por km².

## Geografía
Seymour se encuentra ubicada en las coordenadas 40°40′55″N 93°7′18″O / 40.68194, -93.12167. Según la Oficina del Censo de los Estados Unidos, Seymour tiene una superficie total de 6.08 km², de la cual 6.07 km² corresponden a tierra firme y (0.17%) 0.01 km² es agua.

## Demografía
Según el censo de 2010, había 701 personas residiendo en Seymour. La densidad de población era de 115,22 hab./km². De los 701 habitantes, Seymour estaba compuesto por el 98.72% blancos, el 0% eran afroamericanos, el 0% eran amerindios, el 0.43% eran asiáticos, el 0% eran isleños del Pacífico, el 0% eran de otras razas y el 0.86% pertenecían a dos o más razas. Del total de la población el 1.57% eran hispanos o latinos de cualquier raza.